# Dactylolabis diluta
Dactylolabis diluta là một loài ruồi trong họ Limoniidae. Chúng phân bố ở miền Cổ bắc.